# Azuma Kagami

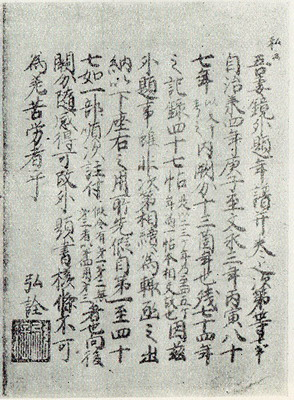
Eine Seite des Azuma Kagami aus der Kikkawabon Ausgabe

Das Azuma Kagami (japanisch 吾妻鏡, auch 東鑑 bei gleicher Lesung; wörtlich „Spiegel des Ostens“) ist eine japanische historische Chronik.
Der mittelalterliche Text verzeichnet Ereignisse des Kamakura-Shōgunats von Minamoto no Yoritomos Rebellion gegen den Taira-Clan in Izokuni im Jahre 1180 bis zu Munetaka Shinnō (dem sechsten Shōgun) und dessen Rückkehr nach Kyōto im Jahr 1266. Das Werk wird auch Hōjōbon (北条本) genannt, nach der Familie der Späteren Hōjō in Odawara (Präfektur Kanagawa), in deren Besitz es sich befand, bevor es Tokugawa Ieyasu zum Geschenk gemacht wurde. Ob das Ursprungswerk beendet wurde und aus wie vielen Maki es bestand, ist unbekannt. Man nimmt an, dass es zum Ende der Kamakura-Zeit um 1300 herum entstanden ist. Das überlieferte Hōjōbon bestand aus 52 Kapiteln, wobei das 45. Kapitel verloren ging. Trotz seiner vielen Mängel wird es als bedeutendes Dokument aus der Kamakura-Periode angesehen. Neben dem Hōjōbon sind zudem noch die Ausgaben Kikkawabon (吉川本) und das Shimazuhon (島津本) bedeutsam.

## Geschichte
Das Azuma Kagami wurde unter Anleitung des Hōjō Shikken (offiziell ein Regent für den Shōgun, aber de facto der Herrscher) nach 1266 zusammengestellt und ist eine tagebuchartige Aufzeichnung von Ereignissen in Japan. Da es in einer japanisierten Version des klassischen Chinesisch — bekannt als wafū hentai kanbun (和風変体漢文) — verfasst wurde, war das umfangreiche Werk für die meisten Japaner nicht verständlich, bis 1626 eine Ausgabe mit Furigana-Notation veröffentlicht wurde. 1603 wurde es dem Shōgun Tokugawa Ieyasu zum Geschenk gemacht. Jener erhielt den fehlenden Abschnitt von anderen Daimyōs und veranlasste dann die Veröffentlichung der Fushimi-Version als Kokatsujiban-Ausgabe (mit beweglichen Lettern gedruckt). Diese Ausgabe wiederum wurde zur Grundlage der heutigen Druckausgaben. Ieyasu sah das Buch als Ergebnis historischer Weisheit an, hatte es stets dabei und konsultierte es des Öfteren.

## Inhalt
Das Azuma Kagami liefert eine äußerst detaillierte Aufzeichnung der verschiedenen Ereignisse mit dem Shōgun als Mittelpunkt. Es enthält fast tägliche Einträge, die sogar das Wetter einschließen. Es wird als ein offizielles Tagebuch des Kamakura-Bakufu angesehen, aber es enthält auch Abschnitte über Ereignisse entfernter Gebiete, die am Ereignistag niedergeschrieben wurden. Es wird angenommen, dass diese Einträge nachträglich vorgenommen wurden. Der Inhalt der Chronik reicht von den Worten und Taten des Shōguns, seiner Beamten und Militärangehörigen über Gedichte, literarische Stücke, Beschreibungen von Jagden und Banketten bis zu Wetteraufzeichnungen. Es ist daher wahrscheinlich eine Zusammenstellung von Informationen der Hōjō-Periode aus Archiven der Hōjō, der Adachi und anderer Adelshäuser, und Tempel- und Schreinaufzeichnungen. Wie vorauszusehen ist es von einer Hōjō-Sichtweise geprägt, aber aufgrund seiner Detailfülle ist das Dokument trotzdem bedeutend für das Verständnis des Kamakura-Shōgunats.

## Problem der Zuverlässigkeit
Als historisches Dokument leidet das Azuma Kagami am Problem der Zuverlässigkeit. Erstens hat es unerklärbare Lücken; zum Beispiel fehlen die drei Jahre, die auf den Tod von Minamoto no Yoritomo folgen. Ob diese Lücken verstreute und unbedeutende Verluste oder absichtliche und systematische Zensuren sind, ist unklar, und die Meinungen darüber sind gespalten. Es gibt auch zweifelhafte Unterstellungen, dass Ieyasu selbst die Tilgung von Absätzen anordnete, die er als beschämend für einen berühmten militärischen Führer wie Yoritomo erachtete.
Das Buch zeigt auch eine offensichtliche anti-Minamoto- und pro-Hōjō-Tendenz. Es stellt die Hōjō-Feinde Minamoto no Yoriie und Kajiwara Kagetoki als übertriebene Bösewichte dar. Im Gegenzug wird von Minamoto no Yoshitsune in den höchsten Tönen gesprochen, wahrscheinlich weil er von seinem Bruder Yoritomo zur Strecke gebracht und gezwungen wurde, Selbstmord zu begehen. Diese Parteinahme ist in vielen anderen Fällen offensichtlich. Als Beispiel diene die Hōjō Masako schmeichelnde Episode von Shizuka Gozen, die von Hōjō Tokimasa und Yoritomo-treuen Truppen gefangen genommen wurde. Nach einigen Versionen dieser Geschichte, wurde sie gezwungen, für den neuen Shōgun im Tsurugaoka Hachiman-gū zu tanzen.
Zu guter Letzt enthält das Dokument auch viele sachliche Fehler.

## Weng Guangping und dasWuqi jing bu
Der chinesische Gelehrte Weng Guangping (1760–1847) las eine Kopie des Buches und befand es für wertvoll, aber durch Fehler entstellt. Nach etlichen Bemühungen, eine vollständige Ausgabe zu bekommen, beschloss er, das Werk zu verbessern und es mit anderen japanischen und chinesischen Texten zu ergänzen. Nach sieben Jahren Arbeit beendete er 1814 das Wuqi jing bu (chinesisch 吾妻鏡補 / 吾妻镜补 – „Verbesserungen des Azuma Kagami“). Das Wuqi jing bu hatte so weit bekannt zwei Ausgaben, eine bestand aus 28, die andere aus 30 Kapiteln, beide waren handgeschrieben. Weil Weng nie in Japan war, hatte das Buch große Einschränkungen auf verschiedenen Gebieten, wurde aber dennoch zu einer wertvollen Einführung in die japanische Kultur.